# Histoire des croisades et du royaume franc de Jérusalem
L'Histoire des croisades et du royaume franc de Jérusalem est un livre d'histoire écrit par René Grousset. Il comporte trois tomes :
1. L'anarchie musulmane, 1095-1130 (1934)
2. L'équilibre (1935)
3. L'anarchie franque, 1188-1291 (1936)

Il constitue l'un des ouvrages de référence sur les croisades. René Grousset cite constamment les sources de l'époque, tant occidentales qu'orientales : Guillaume de Tyr (Estoire d'Eracles), Albert d'Aix, Michel le Syrien, Ibn al-Athir, Kemal al-Din, Ibn al-Qualanisi, Rothelin, Jean de Joinville, l'Histoire des patriarches de l'Église d'Alexandrie...

## Une étape importante dans l'historiographie des croisades
L'historien Jean Richard qualifie la parution de ces trois volumes, entre 1934 et 1936, d'événement. En langue française, la synthèse précédente sur l'histoire des croisades, due à Joseph-François Michaud, datait de plus d'un siècle, et entre-temps n'étaient parus que des ouvrages spécialisés.

## Place du livre dans l'œuvre de René Grousset
Avant son Histoire des croisades, René Grousset avait déjà publié une Histoire de l'Asie et une Histoire de l'Extrême-Orient qui l'avait imposé comme spécialiste de l'Asie. Avec les trois volumes de son Histoire des croisades il devient « l'autorité incontestée dans le domaine de l'Orient ancien » selon Jean Richard. Les Presses universitaires de France lui demandent de rédiger un Que-sais-je ? sur le sujet, et il écrit ensuite l'Histoire de l'Arménie et L'Empire du Levant qui le confirment comme maître en ce domaine.